# Encyclia yauaperyensis
Encyclia yauaperyensis är en orkidéart som först beskrevs av João Barbosa Rodrigues, och fick sitt nu gällande namn av Paulo Campos Porto och Alexander Curt Brade. Encyclia yauaperyensis ingår i släktet Encyclia och familjen orkidéer. Inga underarter finns listade i Catalogue of Life.